# حكومة أوغست أديب الثانية
حكومة أوغست أديب الثانية هي الحكومة السادسة في عهد الانتداب الفرنسي على لبنان وعهد رئيس الجمهورية شارل دباس، وقد تولّى رئاسة المجلس أوغست أديب باشا للمرة الثانية. تشكّلت في 25 مارس 1930، وألقي البيان الوزاري في 5 أبريل 1930 أمام مجلس النواب ونالت الثقة بأكثرية 24 صوتًا ضد 4 وإمتناع 6 نواب. استمرت الحكومة حتى 9 مايو 1932 عندما قرر المفوض السامي هنري بونسو تعليق العمل بالدستور، بالإضافة إلى إقالة الوزراء الحاليين وتعيين شارل دباس رئيسًا للحكومة إلى جانب رئاسته للجمهورية، وتكليف مجلس المديرين بالقيام بأعمال وشؤون الوزارات.

## التشكيلة
| حكومة أوغست أديب الثانية  |              |                  |          |           |
| الحقيبة                   | الوزير       | الإنتماء السياسي | الطائفة  | المحافظة  |
| رئيس مجلس الوزراء         | أوغست أديب   | مستقل            | الموارنة | جبل لبنان |
| وزير الزراعة              | أوغست أديب   | مستقل            | الموارنة | جبل لبنان |
| وزير المالية              | أوغست أديب   | مستقل            | الموارنة | جبل لبنان |
| وزير المالية              | صبحي حيدر    | مستقل            | الشيعة   | البقاع    |
| وزير العدلية              | أحمد الحسيني | مستقل            | الشيعة   | البقاع    |
| وزير العدلية              | أوغست أديب   | مستقل            | الموارنة | جبل لبنان |
| وزير الداخلية             | موسى نمور    | مستقل            | الموارنة | البقاع    |
| وزير الصحة والإسعاف العام | موسى نمور    | مستقل            | الموارنة | البقاع    |